# 蔡勳
蔡勳，中国历史小説《三国演義》虚构的武将。原名蔡(王+熏)。第34回名蔡勳、第45回名蔡熏。
劉表属下蔡瑁之弟。蔡瑁要暗殺劉備，蔡勳监守襄陽城北門。後投靠曹操，赤壁之战前哨战三江口之战，蔡瑁与他共同参战。蔡瑁命他为先鋒出撃，被甘寧一箭，应弦而倒。